# Хишам I
Хишам I (Абу аль-Валид Хишам ибн Абд ар-Рахман ад-Дахил; араб. أبو الوليد هشام بن عبد الرحمن الداخل‎) — второй эмир Кордовы, правивший с 788 по 796 год.

## Биография

### Приход к власти
Хишам был средним из трёх сыновей Абд ар-Рахмана I и, по мнению современников, отличался из них наибольшими способностями, за что и получил прозвище «аль-Рида» («тот, кем мы довольны»). Когда возник вопрос о назначении преемника, Абд ар-Рахман после долгих колебаний выбрал Хишама, обойдя старшего сына Сулеймана и младшего Абдаллу. В момент смерти отца Хишам был наместником в Мериде, Сулейман — в Толедо, а Абдалла оставался в Кордове. Сулейман, и Абдалла немедленно начали военные приготовления и укрепили свои города. Хишаму, однако, удалось избежать кровопролития и достигнуть мирного соглашения со своими братьями. Им были выплачены огромные суммы (Сулейману предположительно 60 тысяч миткалей), на которые они купили себе земли в Северной Африке, после чего удалились с андалусской политической арены.
В начале своего правления жестоко подавил восстание берберов, живших вокруг Ронды, так что местность семь лет после этого оставалась ненаселённой.
В самом начале правления придворный астролог предсказал Хишаму, что звёздами ему отмерено восемь лет правления. Хишам (действительно умерший на восьмом году правления) воспринял это крайне серьёзно и с особой энергией взялся за преобразования страны, поставив своей целью достигнуть за восемь лет тех же результатов, что и его отец за 32 года.

### Внешняя политика
Внешняя политика Кордовского эмирата во время правления Хишама в основном ознаменовалась войнами с христианами. Абд ар-Рахман был слишком занят внутренними проблемами государства, чтобы уделять достаточное время войнам с христианскими землями на севере Пиренейского полуострова, которые значительно укрепились и занимали едва ли не четверть полуострова — всю территорию севернее реки Дуэро. В период правления Хишама все они были объединены в королевство Астурия, король которого, Маурегато, незаконный сын Альфонсо I, умер в 789 году. У Абд ар-Рахмана был мирный договор с Астурией, но, так как и Абд ар-Рахман, и Маурегато умерли почти одновременно, Хишам счёл, что не связан какими-либо обязательствами по отношению к Астурии. В своё правление он организовал два крупных военных похода — в 791 и 793 годах.
В 791 году войска эмирата напали на Галисию. Было захвачено большое количество добычи и пленников. На обратном пути войско было атаковано христианами, но сумело нанести противнику тяжёлое поражение в битве, точное положение которой неизвестно (хроники обозначают его как Бурбия или Буребия, но гора с таким названием отдельно от битвы не упоминается), после чего отошло на юг в пределы эмирата.
В 793 году армия эмира перешла Восточные Пиренеи, разграбила Нарбонну (по другим сведениям, лишь предместья Нарбонны, но не смогло взять город) и подступила к Каркассону. Её задача упрощалась тем, что король Аквитании Людовик I был занят войнами в Италии, и сопротивление христиан было дезорганизовано. В конце концов франкская армия, которой командовал Вильгельм Тулузский, дала сражение арабам на берегу реки Орбьё (под Тулузой). Битва расценивается хронистами как равная, но тем не менее арабы решили не продолжать наступление, и через Нарбонну отступили обратно на Пиренейский полуостров.
В 794 году войска Хишама провели другой поход. Одна армия снова напала на Астурию, но после успехов, связанных с неожиданностью нападения, была разбита королём Альфонсо II, опять же в неустановленном месте, обозначенном хрониками как Лутос или Лукос. Поражение было тяжёлым: хроники говорят о семидесяти или девяноста тысячах убитых арабов, что, вне всякого сомнения, является преувеличением. Сообщается также, что погибли арабские военачальники.
В ответ на поражение при Лутосе Хишам I в 795 году организовал новое вторжение в Астурийское королевство, во время которого его войско одержало над христианами победы в трёх сражениях — при Бабиасе, на реке Кирос и на реке Налон — и снова разорило Овьедо.

### Внутренняя политика
Хишам всячески поддерживал развитие поэзии, искусств и науки, держал при дворе учёных и поэтов, собранных со всего Ближнего Востока. Он был первым правителем своего времени, задумавшимся об идее всеобщего образования. Так, во всех городах эмирата были организованы публичные школы, где христиане могли изучать арабский язык. Хишам придерживался традиционного ислама и был крайне строг в этом отношении. Он рассматривал распространение ислама как одну из своих основных задач.
В отличие от правления отца, Хишам после подавления восстания берберов не испытывал особенных внешнеполитических возмущений, что дало ему возможность начать масштабное строительство. Так, многие мосты были перестроены, так что они больше не страдали от подъёма воды в половодье. Он также приказал построить большое количество мечетей.
При Хишаме I было завершено строительство Соборной мечети Кордовы, начатое при Абд ар-Рахмане за три года до смерти последнего.
Хишам, как и было предсказано астрологом, умер в апреле 796 года.